# Sesen
Een sesen (Basjkiers en Russisch: сэсэн) is een Basjkierse volksdichter-improvisator en bard. De improvisatie vindt plaats door middel van een liedvormige recitatief begeleid door een doembyra, een Basjkiers snareninstrument. Er werden vroeger wedstrijden in gehouden op de Jyjyn's, Basjkierse volksvergaderingen. 
De sesens zijn bekend sinds de 14e eeuw. Voorbeelden hiervan waren Chabraoe (14e-15e eeuw, Jerense (13e-14e eeuw), Koebagoesj (16e eeuw), Pesji Machmoet (17e-18e eeuw), Gabit Argynbajev (19e eeuw), Sabirjan Moechametkoelov (19e-20e eeuw) en Moechamatsja Boerangoelov (19e-20e eeuw). Sinds de opkomst van de glasnost en de val van de Sovjet-Unie zijn de sesens weer in populariteit gegroeid.